# Walk Hard: The Dewey Cox Story
Pour plus de détails, voir Fiche technique et Distribution.
Walk Hard: The Dewey Cox Story ou Walk Hard : L'Histoire de Dewey Cox au Québec, est un film américain de Jake Kasdan, sorti en salles en 2007.

## Synopsis
Le film retrace l'ascension vers la gloire puis la chute du chanteur - fictif - Dewey Cox, qui a bouleversé des millions de personnes grâce à son œuvre et qui collectionnait les aventures (411 femmes et 3 hommes), puis se maria trois fois et fut accro à toutes les drogues. L'histoire d'une icône dont le seul amour aura finalement été Darlene, la belle ingénue et sa seconde femme, qui l'a longtemps accompagné sur scène.

## Fiche technique
- Titre original : Walk Hard: The Dewey Cox Story
- Titre québécois : Walk Hard : L'Histoire de Dewey Cox
- Réalisation : Jake Kasdan
- Scénario : Judd Apatow et Jake Kasdan
- Direction artistique : Dominic Silvestri
- Décors : Jefferson Sage
- Costumes : Debra McGuire
- Photographie : Uta Briesewitz
- Montage : Tara Timpone et Steve Welch
- Musique : Michael Andrews
- Production : Judd Apatow, Jake Kasdan et Clayton Townsend ; Carey Dietrich, Andrew Epstein et Melvin Mar (associés) ; Lewis Morton (exécutif)
- Société de production : Relativity Media et Apatow Productions
- Pays de production :  États-Unis
- Genre : Comédie
- Durée : 120 minutes
- Dates de sortie :
  - États-Unis : 21 décembre 2007
  - Belgique : 5 mars 2008
  - France : 8 octobre 2008 (vidéo)

## Distribution
- John C. Reilly (VF : Jérôme Pauwels ; VQ : Yves Soutière) : Dewey Cox
- Tim Meadows (VF : Laurent Morteau ; VQ : François L'Écuyer) : Sam McPherson
- Jenna Fischer (VF : Amélie Gonin ; VQ : Linda Roy) : Darlene Madison
- Chris Parnell (VF : Arnaud Arbessier ; VQ : François Godin) : Theo
- Matt Besser (VF : Lionel Tua ; VQ : Antoine Durand) : Dave
- Kristen Wiig (VF : Laurence Sacquet ; VQ : Aline Pinsonneault) : Edith
- Raymond J. Barry (VF : Jean-François Kopf) : Pa Cox
- Margo Martindale : Ma Cox
- Phil Rosenthal : Mazeltov
- Martin Starr : Schmendrick
- Harold Ramis (VF : Jean Lescot) : L'Chaim
- David Krumholtz (VF : Xavier Béja ; VQ : Hugolin Chevrette-Landesque) : Schwartzberg
- Craig Robinson (VF : Gilles Morvan) : Bobby Shad
- Chip Hormess (VQ : Alexandre Bacon) : Nate
- Gerry Bednob (VF : Gabriel Le Doze) : le Maharishi
- Jane Lynch (VF : Juliette Degenne) :  Gail, la journaliste
- Jack McBrayer (VF : Olivier Jankovic) : DJ
- John Ennis : The Big Bopper
- Frankie Muniz (VF : Yann Le Madic ; VQ : Émile Mailhiot) : Buddy Holly
- Ed Helms : le manager
- Jack White (VF : Donald Reignoux) : Elvis Presley
- Angela Little : Beth Anne
- Jackson Browne : lui-même
- Jewel Kilcher : elle-même
- Lyle Lovett : lui-même
- Ghostface Killah : lui-même
- The Temptations : eux-mêmes
- Jack Black (VF : Christophe Lemoine ; VQ : Stéphane Rivard) : Paul McCartney (non crédité)
- Paul Rudd (VF : Emmanuel Garijo ; VQ : Patrice Dubois) : John Lennon (non crédité)
- Justin Long (VF : Emmanuel Jacomy ; VQ : Pierre Auger) : George Harrison (non crédité)
- Jason Schwartzman (VF : Alexis Tomassian ; VQ : Patrick Chouinard) : Ringo Starr (non crédité)
- Adam Herschman : Jerry Garcia (non crédité)
- Jonah Hill (VF : Donald Reignoux) : Nate plus âgé (non crédité)
- Simon Helberg (VQ : Joël Legendre) : Dreidel L'Chaim (non crédité)
- Patrick Duffy : lui-même (non crédité)
- Morgan Fairchild : elle-même (non créditée)
- Cheryl Ladd : elle-même (non créditée)
- Cheryl Tiegs : Cheryl Cox Tiegs (non créditée)

Sources et légende : version française (VF) sur RS 
Doublage et selon le carton du doublage français sur le DVD zone 2 ; version québécoise (VQ) sur Doublage.qc.ca

## Réception

### Box-office
Walk Hard: The Dewey Cox Story a rencontré un échec commercial dès sa sortie en salles, puisque pour son premier week-end à l'affiche aux États-Unis, où il est diffusé dans 2 650 salles, le long-métrage se classe à la neuvième place du box-office avec 4 174 383 $ de recettes, pour une moyenne de 1,575 $ par salles. Resté quatre semaines en salles, le film ne totalise que 18 317 151 $ de recettes , ce qui est considéré comme un échec financier au vu de son budget de production, qui était de 35 millions.
Peu distribué en salles dans les pays étrangers, Walk Hard ne totalise que 2 258 092 $ au box-office international, portant le total du box-office mondial à 20 575 243 $.

### Accueil critique
Walk Hard: The Dewey Cox Story rencontre un accueil favorable lors de sa sortie en salles, recueillant 74 % d'avis positifs sur le site Rotten Tomatoes, basé sur 139 commentaires collectés et une note moyenne de 6.5⁄10 et un score de 63⁄100 sur le site Metacritic, basé sur 32 commentaires collectés.

## Distinctions
- 2008 : Nomination au Golden Globe du meilleur acteur dans un film musical ou une comédie pour John C. Reilly.